# Joseph Poussot
Marie Joseph Nicolas Poussot (ou plus simplement Joseph Poussot), né le 6 décembre 1861 à Grandvillers (Vosges) et mort le 2 juillet 1891  à Pierre-la-Treiche (Meurthe-et-Moselle), est l'inventeur et fabricant du monocorde à clavier.

## Biographie

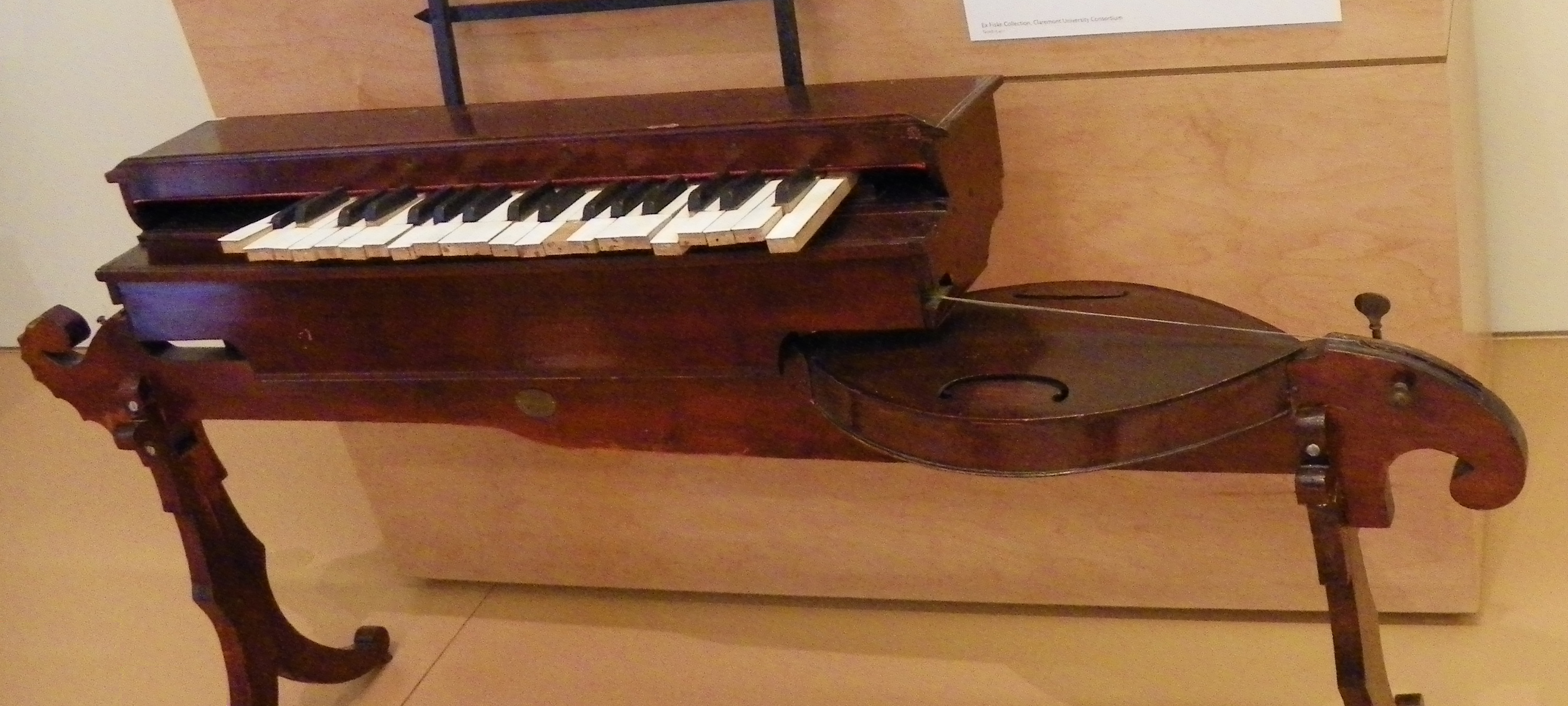
Monocorde de Poussot (1883-1891, France)
de Marie-Joseph-Nicolas Poussot

Joseph Poussot est né à Grandvillers le 6 décembre 1861.
Étudiant en musique à Charmes chez monsieur Martin, il trouve l'apprentissage rébarbatif. Il s'installe à Pierre-la-Treiche en 1883 sur l'invitation de l'abbé Alban Guyot.
Aidé de son oncle, l'abbé Charles Tihay, il décide alors de fabriquer un instrument semblable à un violon mais au jeu plus aisé. Il s'inspire des travaux de son oncle, inventeur du polycorde à transpositeur universel (Brevet no 52569 du 13 janvier 1862 par le ministère de l'Agriculture, du commerce et des travaux publics), et invente le monocorde (et ses différentes variétés) dont il dépose le brevet le 8 mars 1886 auprès du ministère du Commerce et de l'industrie.
Pour promouvoir son invention, Poussot participe à diverses expositions en France et à l'étranger. L'instrument acquiert une notoriété nationale et est cité dans des revues scientifiques et des ouvrages de lutherie.
Le 10 avril 1888 Joseph Poussot épouse Marie Chénin, de Pierre-la-Treiche, cousine d'Émile Moselly. Ils auront deux filles, Marie (1889-1973) et Maria (1890-1974).
Le 2 juillet 1891 Joseph Poussot se noie dans la Moselle à l'âge de 29 ans et demi.
L'atelier de fabrication de Joseph Poussot ferme en 1896 malgré la continuité de la production assurée par son épouse jusque cette date.

## Production de monocordes

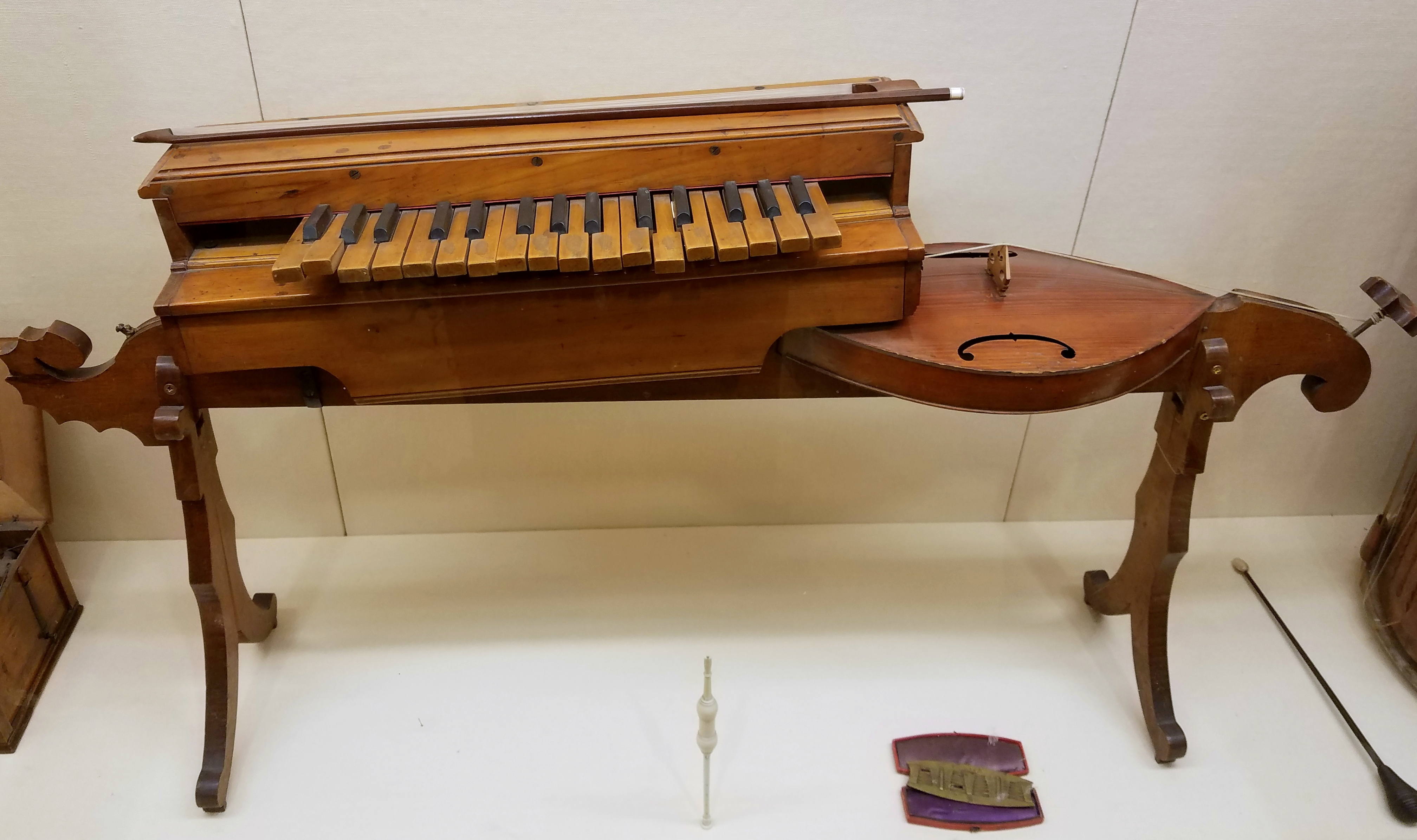
Monocorde à clavier.

Environ 1 200 monocordes ont été produits dans les ateliers de Pierre-la-Treiche entre 1886 et 1896.
Si beaucoup ont disparu aujourd'hui, on peut en voir au musée d'art et d'histoire de Toul ainsi qu'au musée lorrain, en particulier un donné par la fille de Joseph Poussot, Marie Deloge, en 1960. Un autre, richement décoré, a été offert au Vatican en 1888. Il y en avait aussi à la boutique d'instruments anciens d'André Bissonnet à Paris et certains ont été envoyés ailleurs dans le monde : Canada, Russie ainsi que dans des missions africaines.

## Sonorité
Il est possible d'écouter le son de l'instrument sur un enregistrement du groupe Gens de Lorraine ou dans l'Andante en mi bémol de Schubert au monocorde et à la guitare ; l'instrument est utilisé par le groupe Kehot'Ribotte de Gérardmer.